# Marcello Malpighi
Marcello Malpighi (Crevalcore, 1628. március 10. – Róma, 1694. november 29.) itáliai orvos, anatómus, hisztológus, a mikroszkopikus anatómia vagy hisztológia „atyja”. Róla nevezték el többek között a Malpighi-testet és a Malpighi-edényt. Széles körű ismeretekkel rendelkezett mind a növényekről, mind az állatokról, hozzájárult mindkettő tudományos tanulmányozásához. A Londoni Királyi Társaság két kötetet adott ki botanikai és állattani munkáiból 1675-ben és 1679-ben.

## Élete és munkássága
Orvosi és filozófiai tanulmányait a Bolognai Egyetemen végezte, ahol 1653-ban nyert oklevelet. Kezdetben az egyetemen logikát tanított, de már 1656-tól a pisai egyetemen, majd 1659-től ismét Bolognában mint az orvostudomány professzora működött. 1691-ben Rómába költözött, ahol haláláig XII. Ince pápa háziorvosa volt.
Mint a mikroszkopikus boncolástan megalapítója, ő használt legelőször finomabb szövettani vizsgálatokhoz erős konvex lencséket 180-szoros nagyítással. Békák tüdejének mikroszkópos vizsgálata során felfedezte a kapilláris vérkeringést (1661). „Megtalálta tehát a vér körforgásának Harveytől származó leírásából hiányzó láncszemet, azt a kapcsolatot, amelynek létezését Harvey ugyan sejtette, de a rendelkezésére álló eszközök segítségével nem tudta kimutatni.”
Úttörő vizsgálatai a mirigyek, tüdők, lép, idegek, agy, retina, tapintótestecskék szerkezetéről maradandó értékűek. Már 1662-ben ismerte a tracheákat, elsőként írta le a vörös vértesteket (1665). 1671-ben közzétett és 1672-ben a londoni Royal Society költségén kinyomtatott művével: Anatomia plantarum megalapítója lett a növényi szövettannak és a boncolástannak is.

## Leghíresebb munkái

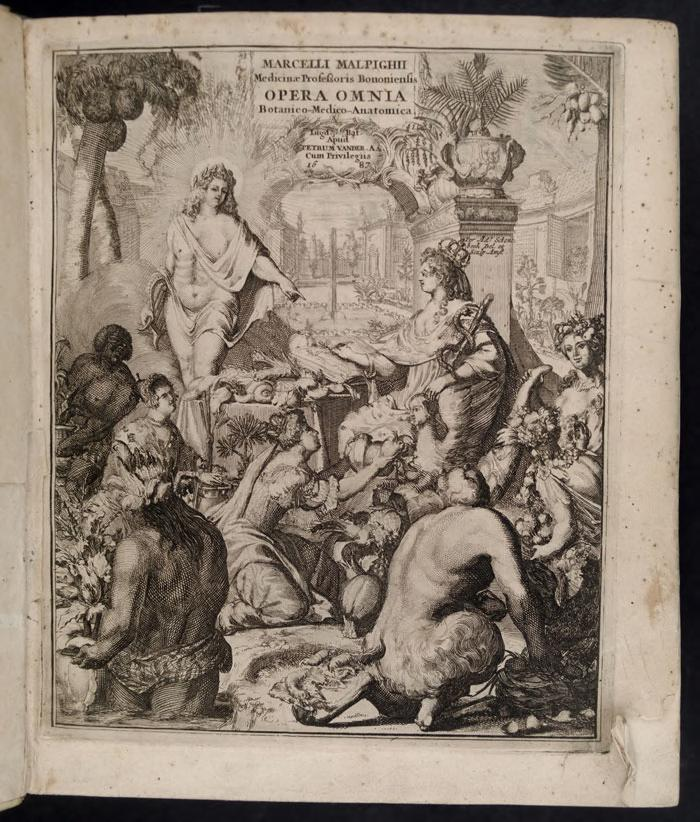
Opera Omnia, 1686—87

- De pulmonibus epistolae II. ad Borellium (Giovanni Alfonso Borelli barátjának írva, Bologna 1661, Koppenhága 1663, Leiden 1672, Frankfurt 1678)
- De Viscerum structura exercitatio anatomica (London 1659, Amsterdam 1669, Jéna 1677, 1683, Frankfurt 1678, Toulouse 1682, Montpellier 1683, Párizs 1686)
- Epistola anatomica de cerebro (Bologna 1665)
- Epistola de lingua (Bologna 1665)
- De structura glandularum conglobatarum epistola (London 1689, Leiden 1690)
- Anatomia Plantarum
- De formatione pulli in ovo diss, epistola (London 1673, Párizs 1686)

Művei összkiadásban jelentek meg Londonban 1686—87-ben, Opera Omnia (két kötet).